# Orgyia ludekingii
Orgyia ludekingii är en fjärilsart som beskrevs av Pieter Cornelius Tobias Snellen 1879. Orgyia ludekingii ingår i släktet fjädertofsspinnare, och familjen tofsspinnare. Inga underarter finns listade i Catalogue of Life.